# Jaagruti
Jaagruti (français: Éveil) est un film indien, réalisé par Suresh Krissna, sorti le 3 juillet 1992.
Ce film de l'industrie de Bollywood met en vedette Salman Khan et Karishma Kapoor dans les rôles principaux. Il s'agit de la première collaboration entre les deux acteurs qui deviendront par la suite de véritables superstars dans l'industrie de Bollywood.

## Terrain
Vishal (Pankaj Dheer) est un officier respectable et honnête. Un jour, Vishal est enlevé et tué en présence de son jeune frère, Jugnu (Salman Khan), qui est porté disparu et considéré comme mort. En réalité, il est recueilli par une tribu de la jungle, où le chef (Puneet Issar) l'entraîne. L'honnête et diligent Gandhian Raghunath se met très en colère en voyant cette situation et demande au ministre en chef, Omiji, d'intervenir. Quand Omiji tente d'enquêter à ce sujet, son fils est incriminé pour avoir vendu du glucose contaminé dans les hôpitaux, ce qui a causé plusieurs décès. Impuissant à agir, Omiji hésite et, par conséquent, Raghunath est tué. Par la suite, Jugnu revient, maintenant une armée d'un seul homme, prêt à venger la mort de son frère.

## Synopsis
Vishal (Pankaj Dheer) est un officier de police respectable et honnête. Vishal est enlevé et tué en la présence de son frère cadet, Jugnu (Salman Khan), qui est porté disparu et considéré comme mort. En réalité, il est pris en otage dans la jungle par une tribu, dont le chef est joué par (Puneet Issar).

## Distribution
- Salman Khan
- Karishma Kapoor
- Ashok Saraf

## Musique
- Hawa Mein Kya Hai
- Aayega Aayega (Partie 1)
- Chal Chal Naujawan Aage
- Il Param Pita Parmeshwar
- Hum Saare Bekar
- Pour Jalnewale Jalte Rahenge
- Na Na Na Aana
- Aayega Aayega (Partie 2)
- Hawa Mein Kya Hai (Sad)
- Mein Kya Hai Hawa (Beats Jhankar)